# Bistum Haderslev
Das Bistum Hadersleben (dänisch Haderlevs Stift) ist eins der elf Bistümer der (lutherischen) Dänischen Volkskirche. Sein Sitz ist Haderslev (Hadersleben), sein Gebiet umfasst den östlichen Teil von Syd- und Sønderjylland mit den sieben Propsteien Vejle, Kolding, Fredericia, Hadersleben, Apenrade, Sonderburg und ganz im Norden Hedensted.
Als Domkirche dient seit 1924 die Marienkirche in Hadersleben.

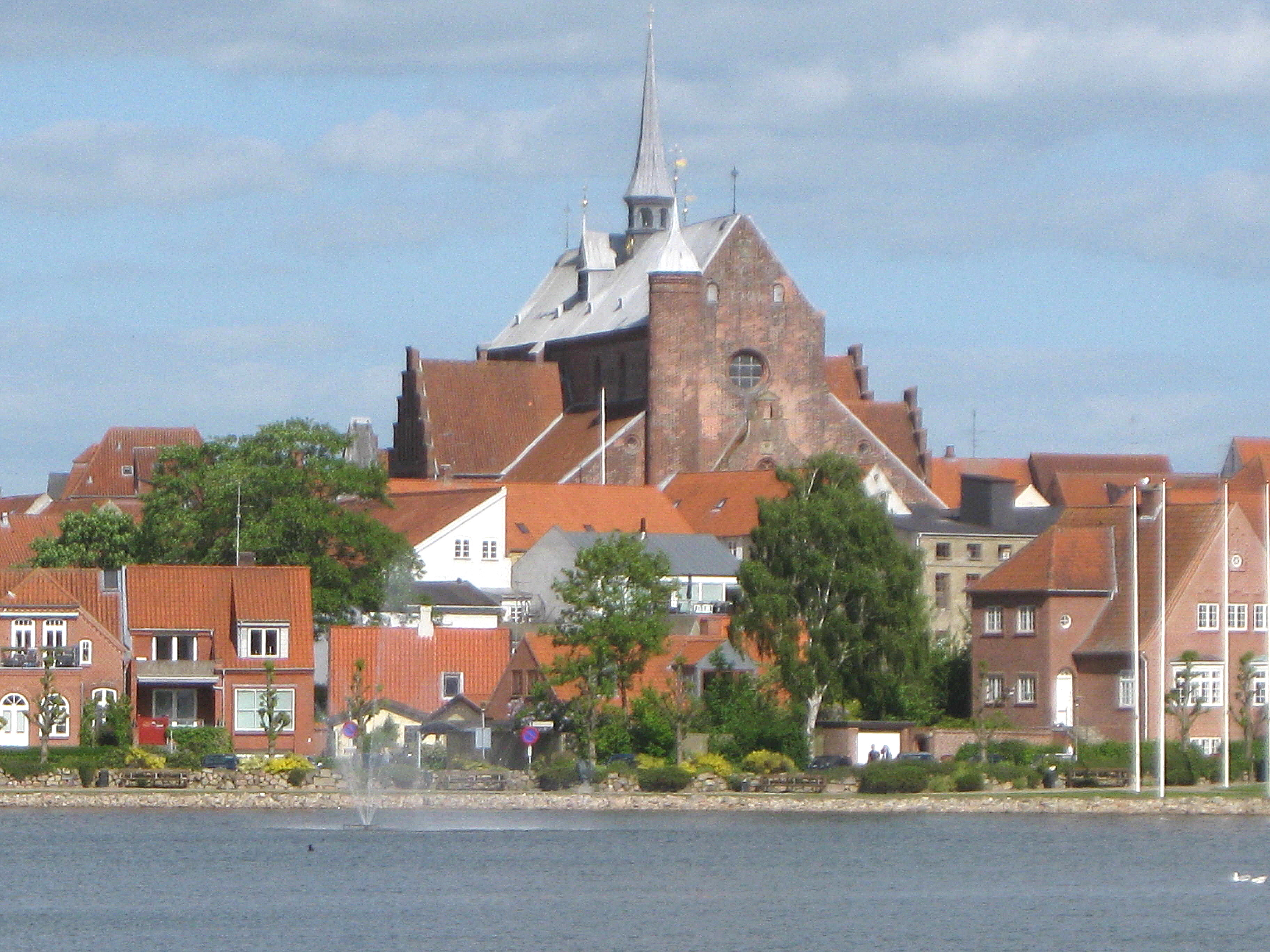
Marienkirche Hadersleben

## Organisation
Wie in der Dänischen Volkskirche üblich wird die Leitung des Bistums (stiftsøvrighed) gemeinsam von einem Bischof  / einer Bischöfin und einem staatlich eingesetzten Verwaltungsdirektor (stiftsamtmand) ausgeübt. Seit 2013 amtiert Marianne Christiansen als Bischöfin. Als stiftsamtmand fungierte von 2013 bis 2018 Helle Haxgart, Direktorin von Statsforvaltningen. Die geistliche Aufsicht wird durch den Bistumsrat (stiftsråd) wahrgenommen, der sich aus dem Bischof, dem Dompropst, einem weiteren Propst, drei Vertretern der Pastoren und je einem Vertreter der Gemeinden aus den sieben Propsteien zusammensetzt.
Das Bistum umfasst 173 Gemeinden, in denen am 1. Januar 2020 380.756 Mitglieder lebten, etwa 80 Prozent der Bevölkerung. 208 Pastoren und Pastorinnen arbeiten in den Gemeinden. Auch die Gemeinden der Dänischen Kirche in Südschleswig mit eigenem Propst in Flensburg unterstehen der geistlichen Aufsicht des Bistums, sind aber synodal organisiert.

## Geschichte
Durch die Volksabstimmung 1920 war der  nordschleswigsche Kreis Hadersleben, der seit 1867 zu Preußen gehört hatte, wieder zu Dänemark gekommen. Kirchlich hatte das Gebiet zuvor zur Evangelisch-Lutherischen Landeskirche Schleswig-Holstein bzw. in dänischer Zeit zum Bistum Schleswig gehört. Um es wieder in die dänische Volkskirche zu integrieren, wurde durch ein Kirchengesetz vom 30. Juni 1920 das neue Bistum errichtet, in das auch die Bistümer Ribe und Aarhus Gemeinden abgeben mussten, so dass sein Gebiet nun über die alte Grenze des Herzogtums Schleswig hinaus reichte. Das Gebiet des ebenfalls seit 1867 preußischen Kreises Tondern wurde entsprechend der früheren kirchlichen Zugehörigkeit in das Bistum Ribe integriert. Der erste Bischof, der bekannte Ökumeniker Valdemar Ammundsen, wurde am 23. Februar 1923 in sein Amt eingeführt.
Für die deutsche Minderheit wurden schon 1920 in den vier Stadtgemeinden Aabenraa (Apenrade), Haderslev, Sønderborg (Sonderburg) und Tønder (Tondern) deutschsprachige Pfarrstellen eingerichtet. Im ländlichen Raum wurde jedoch die deutschsprachige kirchliche Versorgung nur sehr restriktiv gewährt. Angehörige der Minderheit gründeten deshalb 1923 die Nordschleswigsche Gemeinde, die nach dänischem Recht als Freikirche organisiert war, geistlich aber der evangelisch-lutherischen Landeskirche Schleswig-Holstein unterstand (heute der Evangelisch-Lutherischen Kirche in Norddeutschland). Ihre Pastoren bilden mit den Pastoren der deutschen Stadtgemeinden einen gemeinsamen Konvent.
2007 wurden Gemeinden aus der aufgelösten Propstei Tørninglen aus dem Bistum Ribe in das Bistum Haderslev eingegliedert.

## Liste der Bischöfe des Bistums Haderslev
- 1923–1936: Valdemar Ammundsen (1875–1936)
- 1936–1955: Carl W. Noack (1885–1960)
- 1956–1964: Frode Beyer (1894–1976)
- 1964–1980: Thyge Vilhelm Kragh (1910–1999)
- 1980–1999: Olav Christian Lindegaard (* 1929)
- 1999–2013: Niels Henrik Arendt (1950–2015)
- 2013–    : Marianne Christiansen (* 1963)